# Wojciech Matysiak
Wojciech Matysiak – polski matematyk, doktor habilitowany. Specjalizuje się w probabilistyce i rachunku prawdopodobieństwa. Profesor nadzwyczajny Wydziału Matematyki i Nauk Informacyjnych Politechniki Warszawskiej.

## Życiorys
W 1997 ukończył studia matematyczne na Uniwersytecie Warszawskim. Stopień doktorski na Wydziale Matematyki i Nauk Informacyjnych Politechniki Warszawskiej uzyskał w 2004 roku na podstawie pracy zatytułowanej Charakteryzacje jednowymiarowych pól losowych z czasem dyskretnym za pomocą momentów warunkowych, przygotowanej pod kierunkiem Pawła Szabłowskiego. W 2017 habilitował się na tym samym wydziale, pisząc rozprawę pt. Kwantowe procesy Bessela.